# 1998 في جنوب إفريقيا
فيما يلي قوائم الأحداث التي وقعت خلال عام 1998 في جنوب أفريقيا.

## سياسة

### تعيين في المنصب
- 18 يوليو – غراسا ماشيل السيدة الأولى لجنوب أفريقيا [الإنجليزية]‏.

## مواليد

### يناير
- 21 يناير – دارين بيندر

## وفيات

### أبريل
- 5 أبريل – فريدريك تشارلز فرانك (مواليد 1911) فيزيائي بريطاني.

### مايو
- 7 مايو – آلن كورماك (مواليد 1924) فيزيائي أمريكي.